# Отворено првенство Прага у тенису 2006 — парови
Други тениски ВТА турнир Отворено првенство Прага у тенису 2006. у игри парова под именом „ЕЦМ Праг опен 2006.“ одржан је у Прагу Чешка Република у времену од 8 - 14. маја 2006. године. Турнир је IV категорије са наградним фондом од 145.000 долара. Игра се на отвореним теренима Првог тениског клуба у Прагу са земљаном подлогом и учешћем 16 парова из 16 земаља.
Победнице турнира у игри парова 2005. Францускиња Еми Лоа и Аустралијанка Никол Прат нису браниле титулу. 
Победнице турнира су биле Францускиња Марион Бартоли и Израелка Шахар Пер. Ово је за Марион Бартоли била трећа титула у каријери у игри парова, а за Шахар Пер прва.

### Списак носилаца
| Број | Пар                                                                | Резултат     | Резултат                                         |
| ---- | ------------------------------------------------------------------ | ------------ | ------------------------------------------------ |
| 1    | Мартина Навратилова Сједињене Државе · Барбора Стрикова Чешка (65) | четвртфинале | Ешли Харлклруд · Бетани Матек Сједињене Државе   |
| 2    | Марион Бартоли Француска · Шахар Пер Израел (108)                  | Победнице    | Ешли Харлклруд · Бетани Матек Сједињене Државе   |
| 3    | Марија Елена Камерин Италија · Шуај Пенг Кина (110)                | 1. коло      | Maureen Драке Канада · Миларгос Секера Венецуела |
| 4    | Габријела Навратилова · Михаела Паштикова Чешка (141)              | Полуфинале   | Ешли Харлклруд · Бетани Матек Сједињене Државе   |

- Број у загради означава пласман на ВТА листи 1. маја 2006.

## Прво коло
| бр. меча | 1. пар                                                                 | Резултат       | 2. пар                                                              |
| -------- | ---------------------------------------------------------------------- | -------------- | ------------------------------------------------------------------- |
| 1.       | Мартина Навратилова Сједињене Државе · Барбора Стрикова Чешка (65) (1) | 6-2, 6-3       | Олга Блохатова Чешка · Аша Рол Сједињене Државе (265)               |
| 2.       | Ешли Харлклруд · Бетани Матек Сједињене Државе (150)                   | 6-0, 6-1       | Клер Куран Уједињено Краљевство · Натали Грандин Јужна Африка (222) |
| 3.       | Габријела Навратилова · Михаела Паштикова Чешка (141) (4)              | 6-1, 4-6, 3-6  | Лина Станчуте Литванија · Рената Ворачова Чешка (280)               |
| 4.       | Стефани Форетз Француска · Антонела Сера Занети Италија (143)          | 7-5, 6-4       | Никола Франкова · Катарина Ванкова Чешка ВК (1211)                  |
| 5.       | Мелинда Цинк Мађарска · Јанета Хусарова Словачка (277)                 | 6-0, 6-3       | Кристина Бранди Порторико · Алек Тубино Сједињене Државе КВ (510)   |
| 6.       | Maureen Драке Канада · Миларгос Секера Венецуела (205)                 | 7-6(3), 7-6(4) | Марија Елена Камерин Италија · Шуај Пенг Кина (110) (3)             |
| 7.       | Агњешка Радвањска · Алесја Росолска Пољска (362)                       | 2-6, 7-5, 4-6  | Луција Храдецка · Владимира Ухлиржова Чешка (170)                   |
| 8.       | Нуха Уберои Сједињене Државе · Shikha Uberoi Индија (294)              | 4-6, 4-6       | Марион Бартоли Француска · Шахар Пер Израел (108) (2)               |

- Први број у загради означава пласман на ВТА листи 1. маја 2006, а други број носиоца.

## Четвртфинале
| бр. | 1. пар                                                            | Резултат      | 2. пар                                                  |
| --- | ----------------------------------------------------------------- | ------------- | ------------------------------------------------------- |
| 1.  | Мартина Навратилова Сједињене Државе · Барбора Стрикова Чешка (1) | 2-6, 4-6      | Ешли Харлклруд · Бетани Матек Сједињене Државе          |
| 2.  | Габријела Навратилова · Михаела Паштикова Чешка (4)               | 6-2, 6-4      | Стефани Форетз Француска · Антонела Сера Занети Италија |
| 3.  | Мелинда Цинк Мађарска · Јанета Хусарова Словачка                  | 6-4, 4-6, 3-6 | Maureen Драке Канада · Миларгос Секера Венецуела        |
| 4.  | Луција Храдецка · Владимира Ухлиржова Чешка                       | 3-6, 4-6      | Марион Бартоли Француска · Шахар Пер Израел (2)         |

## Полуфинале
| бр. | 1. пар                                           | Резултат      | 2. пар                                              |
| --- | ------------------------------------------------ | ------------- | --------------------------------------------------- |
| 1.  | Ешли Харлклруд · Бетани Матек Сједињене Државе   | 6-3, 2-6, 7-5 | Габријела Навратилова · Михаела Паштикова Чешка (4) |
| 2.  | Maureen Драке Канада · Миларгос Секера Венецуела | 2-6, 6-0, 4-6 | Марион Бартоли Француска · Шахар Пер Израел (2)     |

## Финале
| бр. | 1. пар                                         | Резултат | 2. пар                                          |
| --- | ---------------------------------------------- | -------- | ----------------------------------------------- |
| 1.  | Ешли Харлклруд · Бетани Матек Сједињене Државе | 4-6, 4-6 | Марион Бартоли Француска · Шахар Пер Израел (2) |